# Секрет фирмы (фильм)
«Секрет фирмы» — советский фильм 1934 года режиссёра Владимира Шмидтгофа. Фильм не сохранился.
В основе сюжета — основанная на реальной истории запуска завода в Луге повесть Николая Брыкина «Провинциальная идея».

## Сюжет
Начальник лужской уездной милиции Рубцов во время объезда участка обнаруживает на опушке леса заброшенное здание фабрики. Обследуя место, он находит здесь диковинные черепки, а от местного жителя узнаёт, что до революции здесь был завод по изготовлению тиглей. Из энциклопедического словаря Рубцов узнаёт, что такое тигли, и понимает, что они имеют огромное значение для металлургии, но секрет их производства есть только у английской фирмы. Рубцов решает восстановить производство — собирает разношерстную команду таких же как он энтузиастов, и после ряда весёлых приключений, преодолевая козни представителя иностранной концессии Лервинга, «рубцовцы» своими силами открывают тайну изготовления тиглей и на месте старых развалин запускают советский завод.

## В ролях
- Семён Свашенко — Николай Рубцов, начальник уездной милиции
- Софья Магарилл — Левина, инженер
- Пётр Андриевский — мастер Шульц
- Валерий Соловцов — секретарь укома
- Павел Волков — Власов, председатель укома
- Давид Гутман — Барановский
- Яков Гудкин — Яшка
- Пётр Пирогов — Гаврюшка
- Георг Мартин — мистер Лервинг, представитель фирмы «Джонсон»
- Юрий Лавров — агент Лервинга
- Тамара Макарова — секретарь Лервинга
- Евгения Плюто — жена Рубцова

## Реальная основа
В основе сценария — повесть Николая Брыкина «Провинциальная идея» (или «История Тигельcкoгo зaвoдa») о Лужском тигельном заводе напечатанная в журнале «Звезда» в 1934 году, а годом позже изданная отдельной книгой в серии «История фабрик и заводов» издательства «Советский писатель».
Рабочее название фильма — «Товарищ Корман» — по имени главного героя повести, реально существовавшего лица.
В основе повести действительная история — в 1906 году в Луге зародилось отечественное тигельное производство тиглей — крестьянин Иосиф Каспржик открыл мастерскую для выработки графитноглиняных горшков, но в 1911 году не выдержав конкуренции и не получив поддержки правительства частная мастерская перестала выпускать тигли. В 1920-е годы благодаря настойчивости и организаторским способностям первого директора Лужского промкомбината Д. А. Кормана и техническому таланту единственного тогда в стране специалиста по тиглям Иосифа Каспржика стали выпускаться отечественные тигли — в Луге создан завод «Красный тигель».

## О фильме
Фильм не сохранился. Немой, чёрно белый фильм, 6 частей, 1800 м, был выпущен на всесоюзный экран 16 июля 1935 года.